# Begonia grandis
Begonia grandis es una especie de planta herbácea perteneciente a la familia Begoniaceae. Es originaria de Asia.

## Descripción
Son hierbas de hojas caducas. Tubérculos subglobosos, de 8-12 mm de diámetro. Tallos de 28-60 cm de altura, subglabro. Hojas caulinares; con estípulas caducas, oblongas a lanceoladas, de 10 × 2-4 mm, membranosas, margen entero acuminado, con pecíolos de 4-20 cm, subglabros; hoja ampliamente ovadas, asimétricas, 10-20 × 7-14 cm, venación palmada, 7 (-9) , oblicuamente cordada, el margen irregularmente serrulado, ápice acuminado a largo acuminado. Inflorescencias terminales y axilares, de 7-16 cm de altura, racemosa, terminal de la inflorescencia en la base, inflorescencia axilar cimosa; brácteas caducas. Flores estaminadas: pedicelo 0.8-2.2 cm; tépalos 4, de color blanco a rosa, glabras. Flores pistiladas: pedicelo 2.5-5 cm; tépalos 3, de color blanco a rosa, glabro. El fruto en forma de cápsula colgante, oblonga, de 10-12 x 7 mm, con tres alas desiguales. Tiene un número de cromosomas de n = 26 *.

## Distribución
Se encuentra en los bosques de hoja perenne y de hoja ancha en las laderas de montaña, orillas de arroyos en los bosques densos y húmedos en valles y acantilados rocosos de valles húmedos, fisuras de rocas calizas, sobre rocas en ambientes húmedos y sombreados en las laderas, en los valles, o cerca de corrientes de agua; a una altitud de 100-3400 metros, en Anhui, Fujian, Gansu, Guangxi, Guizhou, Hebei, Henan, Hubei, Hunan, Jiangxi, Shaanxi, Shandong, Shanxi, Sichuan, Yunnan y Zhejiang en China.

## Taxonomía
Begonia grandis fue descrita por Jonas Carlsson Dryander y publicado en Transactions of the Linnean Society of London, Botany 1: 163. 1791.
Etimología
Begonia: nombre genérico, acuñado por Charles Plumier, un referente francés en botánica, honra a Michel Bégon, un gobernador de la excolonia francesa de Haití, y fue adoptado por Linneo.
grandis: epíteto latino que significa "grande".
Variedades
- Begonia grandis subsp. grandis
- Begonia grandis subsp. sinensis (A.DC.) Irmsch.
- Begonia grandis var. unialata Irmsch.

sinonimia
- Begonia evansiana var. simsii Irmsch.[3]